# Burgstall (Wolnzach)
Burgstall ist ein Ortsteil des Marktes Wolnzach im oberbayerischen Landkreis Pfaffenhofen an der Ilm. Das Kirchdorf liegt im fruchtbaren Tertiärhügelland der Hallertau, dem größten zusammenhängenden Hopfenanbaugebiet der Welt, auf dem unteren Mündungssporn der Wolnzach in die Ilm.

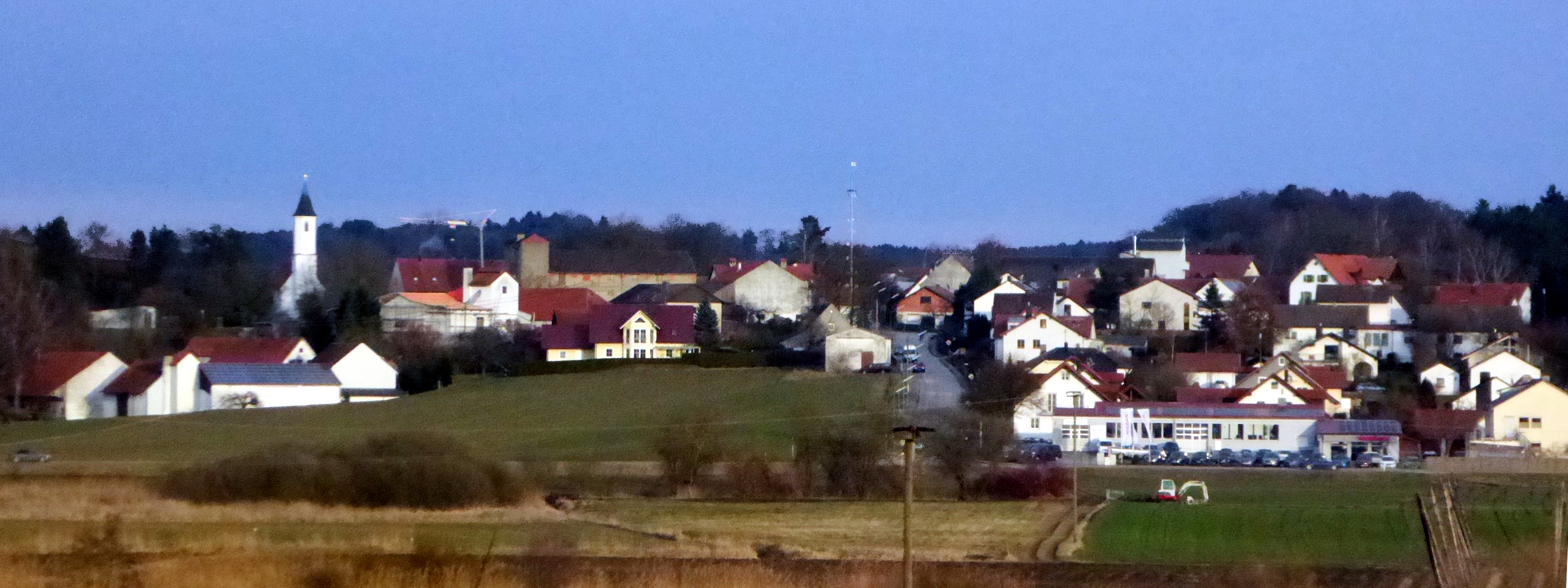
Burgstall von Westen

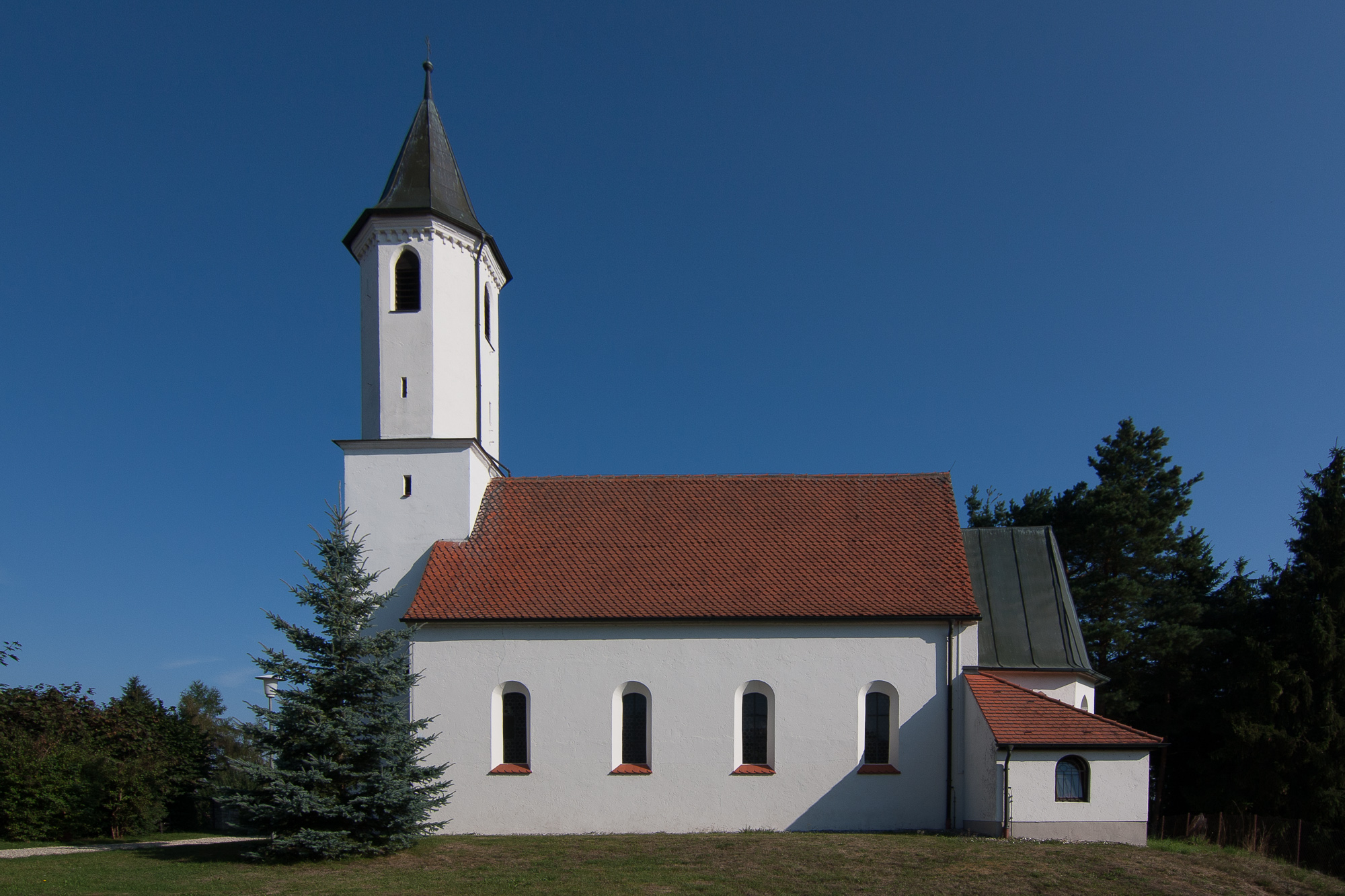
Kirche St. Stefan in Burgstall

## Geschichte
Die katholische Filialkirche St. Stephan ist eine verputzte Saalkirche mit Steilsatteldach, eingezogenem Polygonalchor und westlichem Turm mit oktogonalem Aufsatz und Spitzhelm, im Langhaus Stichkappentonne mit Netzrippen, Chor mit Netzgewölbe um 1500. Ostteile sind im Kern älter, der Turm 19. Jahrhundert.
Burgstall ist ein alter Hofmarksort. Die Grafen von Törring besaßen mit der Hofmark Pörnbach einen aus neun ursprünglich selbstständigen Hofmarken bestehenden Besitzkomplex. Der Verwaltungsmittelpunkt der Hofmarken Pörnbach, Euernbach, Göbelsbach, Tegernbach, Ritterswörth, Burgstall, Eschelbach, Förnbach und Puch, die seit 1819/20 als Patrimonialgerichte der Grafen von Törring-Jettenbach geführt wurden, lag in Pörnbach. Die Patrimonialgerichtsbarkeit wurde in der Revolution 1848 aufgehoben.
Burgstall wurde im Zuge der Verwaltungsreformen in Bayern 1818 (zweites Gemeindeedikt) eine selbstständige politische Gemeinde. Am 1. Juli 1971 wurde Burgstall mit dem Kirchdorf Lohwinden, dem Weiler Schwaig und den Einöden Bruckbach, Edenthal und Kreithof in den Markt Wolnzach eingegliedert, wodurch sich dieser um 380 bisherige Burgstaller Gemeindebürger vergrößerte. Südlich gelegene Gebietsteile mit der damals 60 Einwohner zählenden Ortschaft Straßhöfe wurden nach Rohrbach abgetreten.